# Finale della UEFA Champions League 2011-2012
La finale della 57ª edizione di UEFA Champions League è stata disputata sabato 19 maggio 2012 all'Allianz Arena di Monaco di Baviera tra i tedeschi del Bayern Monaco e gli inglesi del Chelsea. La partita, arbitrata dal portoghese Pedro Proença, ha visto la vittoria del club inglese per 4-3 dopo i tiri di rigore.

## Le squadre
| Squadre       | Partecipazioni precedenti (il grassetto indica la vittoria) |
| ------------- | ----------------------------------------------------------- |
| Bayern Monaco | 8 (1974, 1975, 1976, 1982, 1987, 1999, 2001, 2010)          |
| Chelsea       | 1 (2008)                                                    |

## Il cammino verso la finale

### Bayern Monaco
Il Bayern Monaco di Jupp Heynckes esordisce nella competizione dal turno di play-off, dove elimina gli svizzeri dello Zurigo con un aggregato totale di 3-0 tra andata, vinta per 2-0 in casa, e ritorno, trionfo per 1-0 in trasferta. I tedeschi vengono poi inseriti nel Gruppo A insieme a Villarreal, Manchester City e Napoli. Nella partita di debutto, battono in trasferta il Villarreal per 2-0, prima di imporsi con lo stesso risultato in casa contro il Manchester City; nella doppia sfida contro il Napoli arrivano un pareggio esterno per 1-1 e una vittoria interna per 3-2. Il girone si chiude con un trionfo casalingo per 3-1 ai danni degli spagnoli ed una sconfitta in trasferta per 2-0 ad opera degli inglesi, che determinano il primo posto in classifica con 13 punti conquistati, derivanti appunto da quattro successi, un pari e una sconfitta. Negli ottavi di finale vengono sorteggiati gli svizzeri del Basilea, eliminati con un risultato complessivo di 7-1 tra andata, persa per 1-0 in trasferta, e ritorno, vinto per 7-0 in casa. Ai quarti i francesi dell'Olympique Marsiglia vengono battuti con un aggregato totale di 4-0 nel doppio confronto, vincendo entrambe le partite per 2-0. In semifinale affrontano gli spagnoli del Real Madrid, superati ai calci di rigore per 3-1 dopo che i due match si erano conclusi sul punteggio complessivo di 3-3, frutto della vittoria per 2-1 all'andata a Monaco di Baviera e della sconfitta col medesimo risultato nella gara di ritorno a Madrid. I bavaresi agguantano così la loro nona finale di Champions League, a distanza di due anni dall'ultima disputata.

### Chelsea
Il Chelsea di Roberto Di Matteo viene inserito nel Gruppo E insieme a Valencia, Bayer Leverkusen e Genk. Nell'incontro d'esordio, gli inglesi vincono per 2-0 in casa contro il Bayer Leverkusen, prima di pareggiare in trasferta per 1-1 contro il Valencia; nella doppia sfida con il Genk arrivano un trionfo interno per 5-0 e un pareggio esterno per 1-1. Il girone si completa con una battuta d'arresto per 2-1 in trasferta per mano dei tedeschi ed una vittoria casalinga per 3-0 a discapito degli spagnoli, che sanciscono il primo posto in classifica con 11 punti conquistati, frutto appunto di tre successi, due pari e una sconfitta. Negli ottavi di finale vengono sorteggiati gli italiani del Napoli, battuti con un risultato complessivo di 5-4 tra andata, persa per 3-1 in trasferta, e ritorno, vinto per 4-1 in casa dopo i tempi supplementari. Ai quarti i portoghesi del Benfica vengono sconfitti con un aggregato totale di 3-1 nel doppio confronto, determinato dal trionfo esterno per 1-0 e da quello interno per 2-1. In semifinale affrontano gli spagnoli del Barcellona, detentori del trofeo, che vengono estromessi dal torneo con un risultato complessivo di 3-2 tra andata, vinta per 1-0 allo Stamford Bridge, e ritorno, pareggiato per 2-2 al Camp Nou grazie alla rete in pieno recupero di Fernando Torres. I londinesi raggiungono così la loro seconda finale di Champions League, a distanza di quattro anni dall'ultima disputata.

### Tabella riassuntiva del percorso
Note: In ogni risultato sottostante, il punteggio della finalista è menzionato per primo. (C: Casa; T: Trasferta)
| Squadra         | P.ti | G |
| --------------- | ---- | - |
| Bayern Monaco   | 14   | 6 |
| Napoli          | 11   | 6 |
| Manchester City | 10   | 6 |
| Villarreal      | 0    | 6 |

| Squadra          | P.ti | G |
| ---------------- | ---- | - |
| Chelsea          | 11   | 6 |
| Bayer Leverkusen | 10   | 6 |
| Valencia         | 8    | 6 |
| Genk             | 3    | 6 |

## Contesto
All'Allianz Arena di Monaco di Baviera va in scena la finale tra i padroni di casa del Bayern Monaco, alla nona presenza nell'atto conclusivo della competizione dopo l'ultimo perso nel 2010, e Chelsea, alla seconda finale dopo la sconfitta del 2008. L'allenatore dei tedeschi, Heynckes, schiera la squadra col 4-2-3-1: davanti al portiere Neuer, la linea difensiva a quattro è composta dal capitano Lahm e Contento come terzini e da Boateng e Tymoshchuk come difensori centrali. In mediana Kroos è supportato da Schweinsteiger, mentre il trio di trequartisti è formato da Robben, Müller e Ribéry, alle spalle dell'unico centravanti Gómez. Il tecnico degli inglesi, Di Matteo, opta invece per un simile 4-3-2-1: davanti a Čech, la retroguardia è costituita da Bosingwa e Cole come terzini e da Cahill e David Luiz come difensori centrali. In mediana il capitano Lampard è affiancato da Mikel e Bertrand, mentre sulla trequarti sono disposti Kalou e Mata dietro all'unica punta Drogba.

## La partita

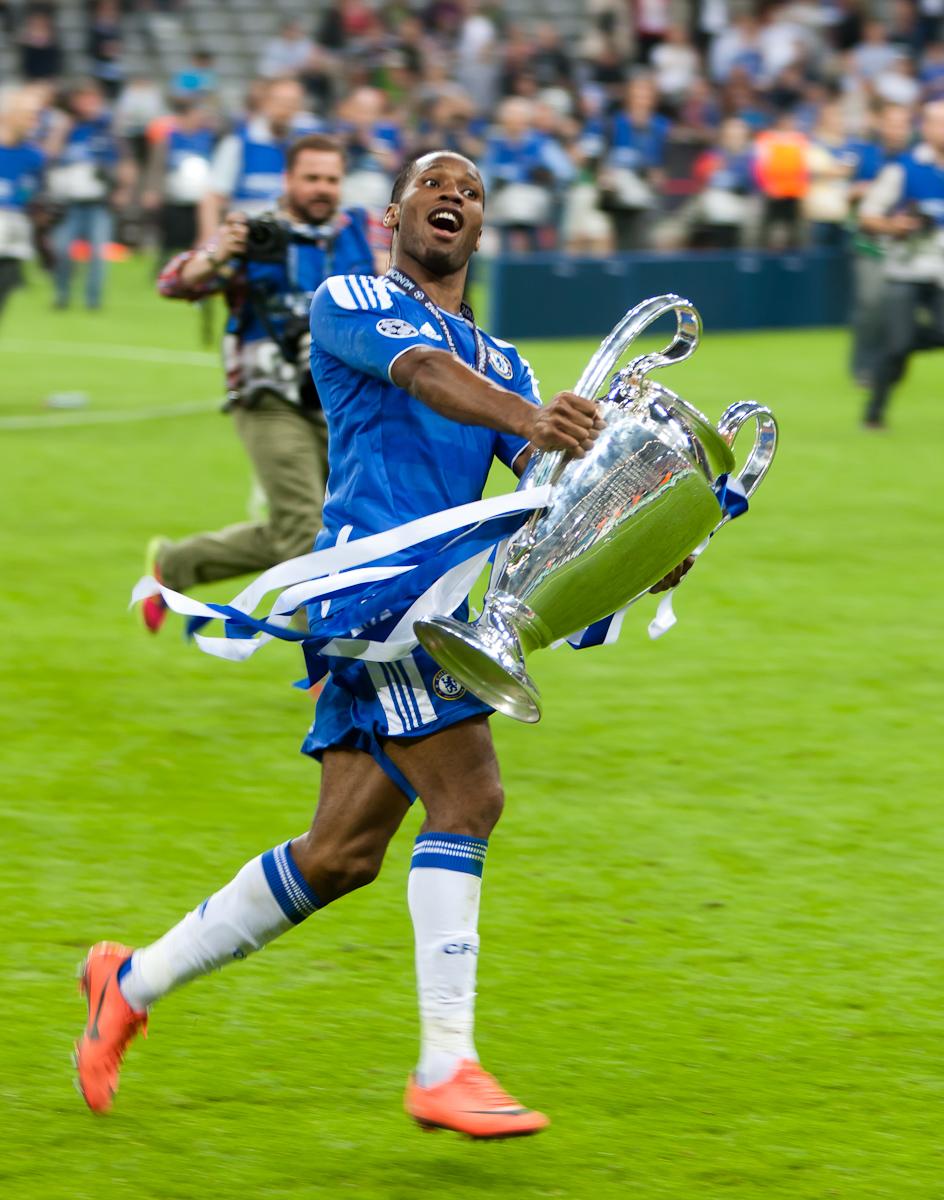
Didier Drogba, mattatore della finale, festeggia la vittoria con la coppa tra le mani

La prima parte di gara vede una netta supremazia del Bayern Monaco che, avendo anche dalla propria parte il fattore campo, riesce a rendersi molto pericoloso in diverse occasioni: con un tiro da fuori area di Kroos, terminato di poco a lato; un'incursione centrale di Robben, respinta da un gran riflesso di Čech dopo che l'olandese aveva dribblato Mikel e Bosingwa; una girata al volo di sinistro da parte di Müller, che sfiora il palo, ed una conclusione ravvicinata di Gómez, la quale termina alta sopra la traversa. Il Chelsea crea poco, rintanandosi soprattutto in difesa, pervenendo al tiro solamente con Kalou che, servito in profondità da Mata, non impensierisce Neuer in uscita. Il primo tempo si chiude dunque a reti inviolate, nonostante l'ottima mole di gioco espressa dai tedeschi.
Nella ripresa i bavaresi trovano la rete del vantaggio con Ribéry, ma essa viene annullata per la posizione di fuorigioco dell'esterno francese sulla ribattuta di un tiro di Robben. Dopo una girata al volo di sinistro di Drogba, parata da Neuer, i tedeschi segnano il gol dell'1-0 all'83' grazie al colpo di testa di Müller che, servito da Kroos, insacca in rete alle spalle di Čech, sbloccando la gara. Proprio nel momento in cui la partita sembrava finita, gli inglesi acciuffano il pareggio all'88' con Drogba, che con un imperioso stacco di testa deposita in rete un calcio d'angolo battuto da Mata, fissando il risultato sull'1-1 e rendendo quindi necessari i tempi supplementari.
Durante la proroga, l'arbitro Proença concede un calcio di rigore ai bavaresi per un fallo di Drogba ai danni di Ribéry: Robben si incarica della battuta dal dischetto, ma la sua conclusione viene parata da Čech. Dopo l'errore dagli undici metri, i padroni di casa hanno un'altra ottima occasione per trovare il sorpasso con il subentrato Olić, il cui tiro al volo su assist di Lahm non inquadra però lo specchio della porta da pochi passi, dilungando così il confronto ai tiri di rigore per stabilire il vincitore.
Dal dischetto, il Bayern Monaco si porta subito avanti in seguito alla rete di Lahm e all'errore di Mata, che si fa respingere il proprio penalty da Neuer. Dopo che entrambe le squadre realizzano i due seguenti rigori (per i tedeschi vanno a segno Gómez e Neuer, mentre per gli inglesi David Luiz e Lampard), il Chelsea ribalta tuttavia il punteggio grazie agli errori in successione di Olić, tiro parato da Čech, e Schweinsteiger, che calcia invece sul palo, intervallati dal gol di Cole, che spiazza il portiere dei bavaresi dagli undici metri. Tali sbagli condannano la formazione teutonica alla sconfitta, poiché Drogba mette a segno il decisivo penalty che consegna ai londinesi il loro primo storico trofeo nella massima manifestazione continentale, che dopo quindici anni vede inoltre scriversi il nome di una nuova squadra nell'albo d'oro.

## Tabellino
| Arbitro: | Pedro Proença |

|                                      |                      |                                     |
| Müller 83’                           | Marcatori            | 88’ Drogba                          |
| Lahm Gómez Neuer Olić Schweinsteiger | Tiri di rigore 3 – 4 | Mata David Luiz Lampard Cole Drogba |

|  | Bayern Monaco | Chelsea |

| Bayern Monaco (4-2-3-1): |    |                        |    |     |
|                          |    |                        |    |     |
| P                        | 1  | Manuel Neuer           |    |     |
| D                        | 21 | Philipp Lahm           |    |     |
| D                        | 17 | Jérôme Boateng         |    |     |
| D                        | 44 | Anatoliy Tymoshchuk    |    |     |
| D                        | 26 | Diego Contento         |    |     |
| C                        | 31 | Bastian Schweinsteiger | 2’ |     |
| C                        | 39 | Toni Kroos             |    |     |
| C                        | 10 | Arjen Robben           |    |     |
| C                        | 7  | Franck Ribéry          |    | 97’ |
| C                        | 25 | Thomas Müller          |    | 87’ |
| A                        | 33 | Mario Gómez            |    |     |
| Sostituti:               |    |                        |    |     |
| P                        | 22 | Hans-Jörg Butt         |    |     |
| D                        | 5  | Daniel Van Buyten      |    | 87’ |
| D                        | 13 | Rafinha                |    |     |
| C                        | 14 | Takashi Usami          |    |     |
| C                        | 23 | Danijel Pranjić        |    |     |
| A                        | 9  | Nils Petersen          |    |     |
| A                        | 11 | Ivica Olić             |    | 97’ |
| Allenatore:              |    |                        |    |     |
| Jupp Heynckes            |    |                        |    |     |

| Chelsea (4-3-2-1): |    |                  |     |          |
|                    |    |                  |     |          |
| P                  | 1  | Petr Čech        |     |          |
| D                  | 17 | José Bosingwa    |     |          |
| D                  | 4  | David Luiz       | 86’ |          |
| D                  | 24 | Gary Cahill      |     |          |
| D                  | 3  | Ashley Cole      | 81’ |          |
| C                  | 12 | Mikel John Obi   |     |          |
| C                  | 8  | Frank Lampard    |     |          |
| C                  | 21 | Salomon Kalou    |     | 84’      |
| C                  | 10 | Juan Manuel Mata |     |          |
| C                  | 34 | Ryan Bertrand    |     | 73’      |
| A                  | 11 | Didier Drogba    | 93’ |          |
| Sostituti:         |    |                  |     |          |
| P                  | 22 | Ross Turnbull    |     |          |
| D                  | 19 | Paulo Ferreira   |     |          |
| C                  | 5  | Michael Essien   |     |          |
| C                  | 6  | Oriol Romeu      |     |          |
| C                  | 15 | Florent Malouda  |     | 73’      |
| A                  | 23 | Daniel Sturridge |     |          |
| A                  | 9  | Fernando Torres  |     | 120’ 84’ |
| Allenatore:        |    |                  |     |          |
| Roberto Di Matteo  |    |                  |     |          |

|  |